# Hyllus tetensis
Espèce
Hyllus tetensis est une espèce d'araignées aranéomorphes de la famille des Salticidae.

## Distribution
Cette espèce est endémique de la province de Tete au Mozambique,. Elle se rencontre vers Tete.

## Description
La carapace de la femelle holotype mesure 3,9 mm de long sur 3,4 mm et l'abdomen 6,2 mm de long sur 4,0 mm.

## Systématique et taxinomie
Cette espèce a été décrite par Haddad, Wiśniewski et Wesołowska en 2024.

## Étymologie
Son nom d'espèce, composé de tet[e] et du suffixe latin -ensis, « qui vit dans, qui habite », lui a été donné en référence au lieu de sa découverte, la province de Tete.

## Publication originale
- Haddad, Wiśniewski & Wesołowska, 2024 : « The jumping spiders of Mozambique (Araneae: Salticidae). » Zootaxa, no 5560(1), p. 1-92.